# Richard Sola
Pour les articles homonymes, voir Sola.
Richard Sola, né le 9 juin 1957 à Annemasse et mort le 10 octobre 1997 à Paris, est un universitaire et journaliste français, notamment professeur à l'École des hautes études internationales. Directeur de Radio Asie, il n'hésitait pas à critiquer et à dénoncer les agissements d'organisations criminelles au sein de la communauté asiatiques en France. Ancien élève de l'INALCO titulaire d'une thèse de 3e cycle consacrée à La Politique de la Chine en Indochine (1987), il est l'auteur de nombreux ouvrages sur la Birmanie et le Cambodge parus notamment dans la revue Défense nationale.